# 네가 형부가 될 수 없는 오만가지 이유
《네가 형부가 될 수 없는 오만가지 이유》는 2006년 7월 15일에 MBC에서 방영한 베스트극장이다. 2006년 베스트극장 극본 공모 당선작이다.

## 등장 인물

### 주요 인물
- 문정희 : 나영주(29세) 역 - 모바일 소프트웨어 디자이너
- 김정욱 : 강현민(29세) 역 - 모바일 콘텐츠 팀장
- 이혜은 : 나승주(32세) 역 - 영주의 언니
- 임승대 : 김동석(39세) 역 - 영주의 남편

### 그 외 인물
- 김승현
- 이지영
- 최호원
- 김현정
- 박미숙
- 박상오